# Spandowerhagen

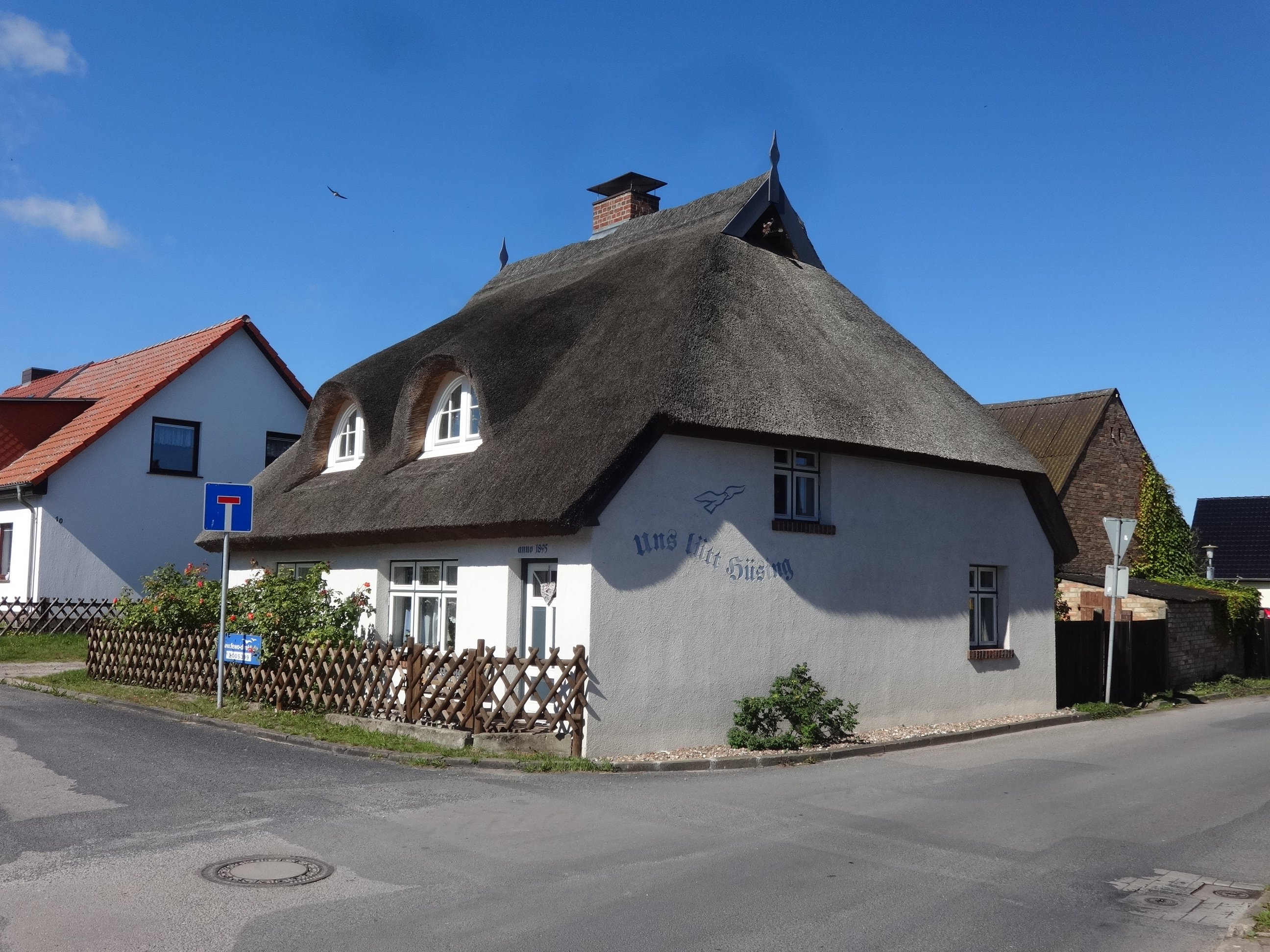
Ehemalige Fischerkate in Spandowerhagen

Spandowerhagen ist ein Ortsteil der Gemeinde Kröslin im Landkreis Vorpommern-Greifswald in Mecklenburg-Vorpommern (Deutschland). Sie wird vom Amt Lubmin mit Sitz in der gleichnamigen Gemeinde verwaltet.

## Geografie
Der Ortsteil liegt nördlich von Freest und grenzt im Osten an den Peenestrom. Im Norden schließt sich die Halbinsel Struck an, die wiederum an den Greifswalder Bodden angrenzt. Im Westen befindet sich die Gemeinde Lubmin.

## Geschichte
Die Geschichte des Ortes ist eng mit der Ortschaft Nonnendorf verbunden, die im 21. Jahrhundert zu Rubenow gehört. 1193 erstmals erwähnt war die Siedlung ein Geschenk an das Kloster Bergen auf Rügen. Also solches errichteten die Nonnendorfer mit Hilfe der Siedlerfamilie Spandow ein Vorwerk, Spandowerhagen. Der Hof wurde zu einem späteren Zeitpunkt zu einem Gut ausgebaut. Bei der Schwedischen Landesaufnahme von Vorpommern und auf dem Preußischen Urmesstischblatt von 1835 sind der Hof, der nach 1900 in ein Forstgehöft umgebaut wurde, bereits eingezeichnet.
Die Bewohner Spandowerhagens lebten vorzugsweise von der Fischerei und Landwirtschaft. Für den schnellen Abtransport der Fische sorgte dabei ab 1897 die Kleinbahnstrecke Greifswald–Wolgast im benachbarten Freest. Dort entstand 1915 auch ein Schulgebäude. Nach dem Ende des Zweiten Weltkrieges kamen Umsiedler in die Region und führten zu einer nennenswerten Steigerung der Einwohnerzahl.
In den 1960er Jahren errichtete die DDR das Kernkraftwerk Greifswald und baute einen Kühlwasserkanal, der die Halbinsel Struck von der verbleibenden Gemarkung bis auf einen Übergang abtrennte. Spandowerhagen wurde Sperrgebiet und konnte nur über eine Landstraße von Süden erreicht werden. In Richtung Kraftwerk bestand eine Verbindung über die Landstraße 262, die für die Öffentlichkeit jedoch gesperrt war. Dies führte auch dazu, dass der Pfarrgemeinderat von Lubmin am 22. September 1958 ein Grundstück mit einer Scheune erwarb, um das Gebäude im Laufe der darauffolgenden Jahre zu einer Kirche umzubauen. Die Kirchweihe fand am 26. November 1966 statt; eine Sanierung im Jahr 1991. Im Zuge der Umnutzung des Kernkraftwerks und dem Ausbau der Marina Lubmin nahm der Durchgangsverkehr in Spandowerhagen erheblich zu. 2013 baute die Gemeinde daher eine Umgehungsstraße, so dass das Dorf seither über zwei Anschlussstellen an der Dorfstraße erreichbar ist.

## Bauwerke

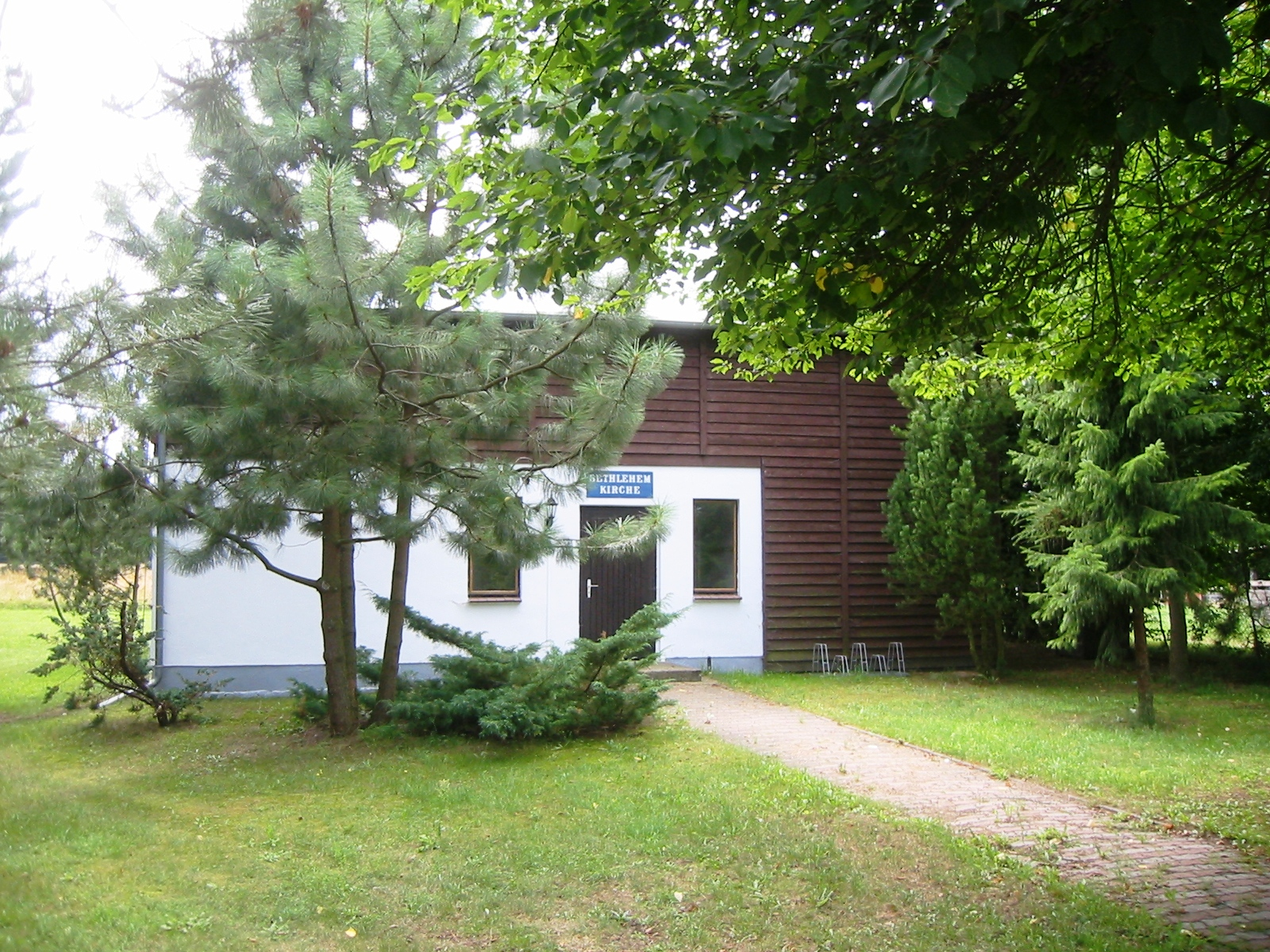
Bethlehemkirche

- Der Forsthof in der Dorfstraße 1 steht unter Denkmalschutz.
- Bethlehemkirche

## Sehenswürdigkeiten
- Naturschutzgebiet Peenemünder Haken, Struck und Ruden
- Greifswalder Bodden mit Blick auf den Ruden

## Wirtschaft
In Spandowerhagen existieren ein Kanuhof, ein Fisch verarbeitender Betrieb sowie einige Handwerksunternehmen und Kleingewerbetreibende. Einige Bewohner bieten Unterkünfte für Touristen an.

## Verkehr
Die Landesstraße L 262 ermöglicht eine Verbindung nach Lubmin und Freest; die Buslinie 274 der Usedomer Bäderbahn fährt nach Wolgast und Lubmin.